# 테리 길
테리 길(Terry Gill, 1939년 10월 25일 ~ 2015년 2월 25일)은 오스트레일리아의 배우이다.
영국에서 태어났다.

## 출연 작품
- 99 잃어버린 세계 (1997년)
- 브레이커웨이 (1990년)
- 제니 키스드 미 (1986년)
- 크로커다일 던디 (1986년) - 듀피 역
- 명마 파렙 (1983년)
- 마피아 결투 (1974년)

### 텔레비전
- 프리즈너 (1979-86, Prisoner)